# Fabiana Dadone

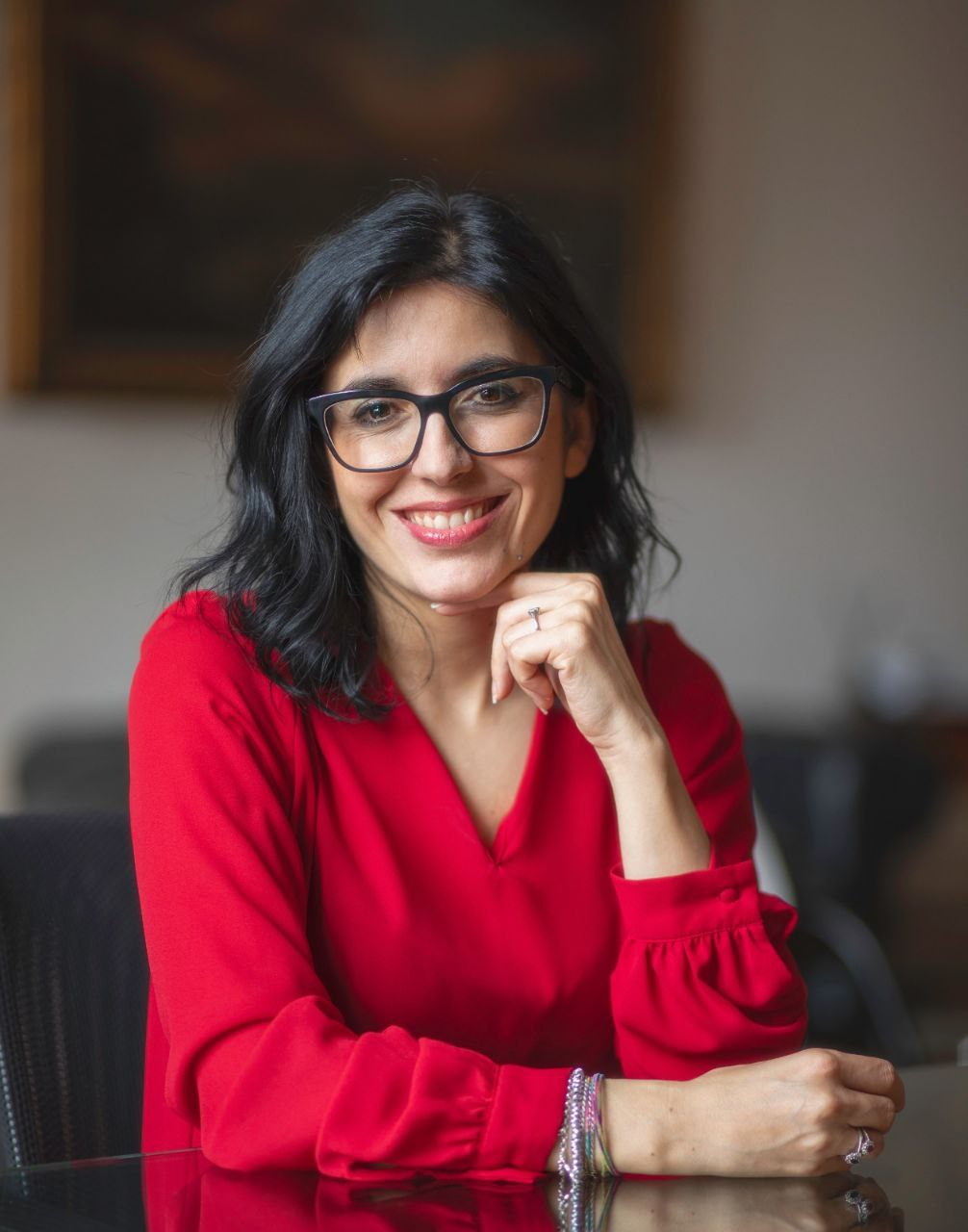
Fabiana Dadone in 2021

Fabiana Dadone (Cuneo, 12 februari 1984) is een Italiaans politica. Sinds 5 september 2019 is zij minister voor Openbaar Bestuur in het kabinet-Conte II.

## Biografie
De vader van Fabiana Dadone werkte bij de spoorwegen en haar moeder was lerares. Zelf deed ze de middelbare school in Mondovì en studeerde ze rechten in Turijn. Fabiana Dadone woont in 2020 in Carrù en heeft de opleiding tot advocaat in Ceva gedaan, waar ze advocaat-stagiair was. Ze onderbrak deze opleiding toen ze de interne verkiezingen van de Vijfsterrenbeweging won en lid werd van het Italiaanse parlement in 2013. Nadat ze voorzitter was geweest van de Commissie voor Constitutionele Aangelegenheden, werd ze in 2015 voorzitter van de parlementaire fractie in de Kamer van Afgevaardigden.
In 2016 bevalt ze van zoon Primo. Het verslag van de Commissie Antimaffia waar ze deel van uitmaakte werd in 2017 unaniem aangenomen door het Comité van de mensenhandel waar ze voorzitter van was. In 2018 won ze opnieuw de interne verkiezingen van de Vijfsterrenbeweging en werd ze herkozen als parlementslid. In datzelfde jaar werd ze referent van het ‘schild van het netwerk’ (‘scudo della rete’) van Rousseau, het internetplatform van de Vijfsterrenbeweging dat ontworpen is door Gianroberto Casaleggio.
In 2019 werd ze gekozen tot ‘Probiviro’ en in die hoedanigheid maakt ze deel uit van het orgaan binnen de Vijfsterrenbeweging dat geschillen beslecht en de royementen voorbereidt. Op 5 september van hetzelfde jaar werd ze beëdigd tot minister van Openbaar Bestuur in de tweede regering van premier Giuseppe Conte. Ze is op dat moment ook in verwachting van haar tweede kind.

## Politieke activiteiten
Dadone heeft zich als vrijwilliger bij de welzijnsorganisatie ‘Associazione comunità Papa Giovanni XXIII’ beziggehouden met prostitutie en ze was erg betrokken bij onderwerpen die samenhingen met mensenhandel. Als politiek actievoerder heeft ze een belangrijke rol gespeeld bij de opkomst van de Vijfsterrenbeweging in de stad Cuneo en omgeving. Via de administratieve rechter dwong zij af dat bij de samenstelling van het gemeentebestuur van Mondovì het beginsel van gelijkheid tussen mannen en vrouwen werd gerespecteerd.
Op 16 september 2018 kondigde ‘Il Blog delle Stelle’, een officieel orgaan van de Vijfsterrenbeweging, met een bericht op het internet aan dat Fabiana Dadone de nieuwe referent zou worden van het ‘schild van het netwerk’ (‘scudo della rete’) van Rousseau, het internetplatform van de Vijfsterrenbeweging dat ontworpen is door Gianroberto Casaleggio. Zij neemt dan de plaats in van Alfonso Bonafede, die het stokje doorgeeft omdat hij benoemd is tot minister van Justitie in het kabinet-Conte I. Op 14 januari 2020 wordt Fabiana Dadone op haar beurt als referent opgevolgd door afgevaardigde Vittoria Baldino. Ook dit werd bekendgemaakt via een bericht van het ‘Blog delle Stelle’ dat Dadone hartelijk bedankt voor de hulp en tegelijkertijd nieuwe functionaliteiten introduceert.
Op 25 juni 2019 wordt Dadone door de leden gekozen tot Probiviro, nadat ze voor deze functie is uitgenodigd door de politiek leider van de Vijfsterrenbeweging, Luigi di Maio. Het betreft een college bestaande uit drie personen die in hoog aanzien staan en dat belast is met het geven van gezaghebbende meningen en het oplossen van meningsverschillen binnen de Vijfsterrenbeweging.

### Verkiezing tot parlementslid
In het zicht van de landelijke verkiezingen van 2013 won zij de interne verkiezingen van de Vijfsterrenbeweging in het kiesdistrict van de regio Piëmont en werd zij gekozen tot afgevaardigde voor de XVIIe zittingsperiode van de Italiaanse Republiek in datzelfde district. De verkiezingscampagne was geheel online georganiseerd en er waren zeer veel bijeenkomsten in het district.
Ze won voor de tweede keer de interne verkiezingen van de Vijfsterrenbeweging en werd zo lijsttrekker van het kiescollege van de regio Piëmont. Bij de landelijke verkiezingen op 4 maart 2018 werd ze herkozen in de Kamer van Afgevaardigden.

### Parlementaire activiteiten
In de zittingsperiode 2013-2018 van het parlement maakte ze deel uit van de Commissie I (inzake Constitutionele Aangelegenheden, het Voorzitterschap van de Ministerraad en Interne Zaken), waar zij ook meer dan een jaar voorzitter van was, van het Permanente Comité ter advisering van de Kiesraad en van de Parlementaire Commissie inzake de maffia en andere binnen- en buitenlandse criminele organisaties. Ze houdt zich bezig met de kieswet, met constitutionele hervormingen en met rechten.
Op 21 oktober 2014 werd Dadone gekozen tot vicevoorzitter van de Vijfsterrenbeweging voor de Kamer van Afgevaardigden, door tijdens een ballotage van Massimo Artini te winnen met 42 tegen 33 stemmen. Op 9 februari 2015 volgde zij Andrea Cecconi op als fractievoorzitter en woordvoerder in de Kamer van Afgevaardigden voor de Vijfsterrenbeweging. Zij bleef dit tot 11 mei het jaar daarop.
In de Commissie Antimaffia was ze voorzitter van het Comité inzake Mensenhandel. Het verslag dat ze voor het comité maakte werd unaniem goedgekeurd en is deel uit gaan maken van de officiële parlementaire documenten.
Als lid van de verkiezingsraad van de Kamer van Afgevaardigden heeft ze de aftocht bespoedigd van afgevaardigde Giancarlo Galan, die veroordeeld was voor corruptie bij de aanbesteding van het MOSE-project (het project dat de stad Venetië tegen het water moet beschermen). Ze stelde hiervoor een verzoekschrift op, eerst voor het Hof van Cassatie, Afdeling Strafzaken, en vervolgens voor de rechtbank van Venetië, om een gewaarmerkt afschrift te krijgen van het definitief geworden vonnis. Met het stempel waaruit bleek dat het vonnis onherroepelijk was geworden, kon ze de kwestie in de kiesraad brengen, wat uiteindelijk tot de aftocht van Galan leidde.
Dadone is fervent tegenstander van nieuwe hogesnelheidslijnen en in 2014 stelde zij spoedvragen over de financiering van het project voor de hogesnelheidslijn Turijn – Lyon, waarbij zij erop wees dat het project niet op de goede manier was aanbesteed. Dit bracht een ernstige fout aan het licht omdat hierdoor de financiële stromen van het werk twee jaar lang niet gecontroleerd konden worden. Als gevolg van deze signalering werd het project wel op de goede manier gegund, waardoor de financiële stromen wel gevolgd kunnen worden.
Zij was ook tegenstander van de kieswet ‘Italicum’ en ze verzette zich tegen de goedkeuring ervan, zowel binnen als buiten het parlement. In juli 2016 verklaarde de rechtbank in Turijn de afgevaardigde Dadone ontvankelijk in haar beroep, waarna de kwestie over de grondwettelijkheid van de wet naar het Constitutionele Hof ging ter beoordeling. De wet ‘Italicum’ is door dit Hof in de uitspraak 35/2017 deels in strijd met de grondwet verklaard.
Dankzij haar onderzoeksactiviteiten heeft zij ook de disproportioneel hoge kosten voor de bouw van een ziekenhuis - die al sinds 2013 aan de gang was - in de stad Verduno (CN) onder de aandacht gebracht. In mei 2014 diende zij, nadat zij een inspectiebezoek had gebracht aan de bouwplaats en documenten had bestudeerd die betrekking hadden op de bouw, een klacht in bij de Italiaanse Algemene Rekenkamer en bij het Openbaar Ministerie in Asti. Zij wilde hiermee opheldering krijgen over de ongelukkige keuze om op een geologisch gezien instabiele plek te bouwen en op de voortdurende stijging van de kosten van de bouwwerkzaamheden. De zaak is door het Openbaar Ministerie van Asti geseponeerd, maar in het besluit tot sepot maakte de rechter wel melding van een ‘indrukwekkende stijging van de kosten en de tijd die nodig is om het ziekenhuis te bouwen, als gevolg van de onverstandige keuze om een dergelijk groot gebouw op de helling van een heuvel te plaatsen in een omgeving die bekend staat om de instabiele situatie’. In 2016 heeft de Italiaanse Algemene Rekenkamer het onderzoek heropend en een commissie van drie technische adviseurs ingesteld.
Fabiana Dadone volgt ook nauwlettend de zorgelijke gang van zaken rond het snelwegproject op het traject Asti-Cuneo. Als lid van de oppositie wees ze op de kostbare en onlogische oplossing van de tunnel van Verduno (die later ook uit het project is geschrapt) en op het failliet van de politiek in de stad Cuneo, die niet in staat was gebleken om het project tot een goed einde te brengen. Tijdens de zittingsperiode 2013-2018 van het parlement ondersteunde zij minister Toninelli in de zoektocht naar de beste oplossing om het project voort te zetten. De gevonden oplossing wordt later door minister De Micheli bevestigd.
Van 6 juli 2018 tot 5 mei 2019 was zij voorzitter van het Comité voor de Wetgeving (een onderdeel van de Commissie voor Constitutionele aangelegenheden, het Voorzitterschap van de Ministerraad en Interne Aangelegenheden), van de Raad voor de Verkiezingen en van het Parlementaire Comité voor de controle op de uitvoering van het Schengenakkoord, voor het toezicht op de activiteiten van Europol en voor de controle en toezicht op het gebied van immigratie.

### Minister voor Openbaar Bestuur
Op 4 september 2019 werd Fabiana Dadone door de voorzitter van de Raad voor ministers Giuseppe Conte aangesteld als minister voor Openbaar Bestuur. Zij volgde Giulia Bongiorno op.
Op 17 februari 2020 kondigde zij een samenwerkingsovereenkomst aan tussen het ministerie en het Italiaanse taalinstituut ‘Accademia della Crusca’, met als doel het taalgebruik van het openbaar bestuur, dat voor burgers vaak veel te onduidelijk is, te vereenvoudigen.
Tijdens de COVID-19-crisis legde zij per ministerieel decreet op dat alle medewerkers van de Italiaanse overheid thuis moesten werken en na de eerste aarzelingen deed een aanzienlijk deel, zeventig tot negentig procent, hier aan mee. Zij heeft zich, gelet op deze goede resultaten dan ook ten doel gesteld om het thuiswerken dat in eerste instantie uit nood was geboren, door te zetten en zij hoopt dat 30 procent van het personeel ook na de pandemie flexibel blijft werken.
Een centraal thema is het minder bureaucratisch maken van Italië. Volgens velen is digitalisering hiervoor de juiste oplossing en Dadone heeft dit concreet gemaakt met once only: het principe dat het openbaar bestuur ervoor zorgt dat aan de burger maar een keer om gegevens hoeft te worden gevraagd. Om dit te bereiken mikt ze op de koppeling van databanken van de openbare besturen.

## Privéleven
Fabia Dadone heeft een zoon Primo die is geboren in 2016 en een zoon Leone geboren op 24 juni 2020. Zij is groot liefhebber van metal-muziek, met name van de Zweedse groep In Flames.